# Verónica Diéguez
Pour les articles homonymes, voir Diéguez.
Verónica Diéguez est une joueuse internationale argentine de rink hockey née le 27 août 1989.

## Palmarès
En 2016, elle participe au championnat du monde.

## Référence
1. ↑  (es) LISTA DEFINITIVA PARA EL MUNDIAL